# VIVA (Regno Unito e Irlanda)
VIVA è stato un canale televisivo britannico-irlandese.

## Storia
È nato il 26 ottobre 2009 in sostituzione di TMF con un'esibizione in diretta esclusiva di Alexandra Burke. Il canale, originalmente tedesco, era di proprietà e prodotto da MTV Networks Europe. Il primo video musicale trasmesso su VIVA è stato The Spell degli Alphabeat nella The Official UK Chart Show Top 20.

## Programmazione
- Brooke Knows Best
- Hogan Knows Best
- Fly Girls
- Blonde Charity Mafia
- True Beauty
- New York Goes to Hollywood
- The City
- The Hills
- Run's House
- Daddy's Girls
- Suck my pop
- My Super Sweet 16
- America's Best Dance Crew
- South Park
- Punk'd
- Jackass
- Scarred
- Due uomini e mezzo
- 16 anni e incinta
- The Osbournes
- A Shot at Love with Tila Tequila
- Scream Queens
- Bromance
- MTV Cribs
- Dirty Sanchez
- Hulk Hogan's Celebrity Wrestling
- Pants Off Dance Off
- Teen Cribs
- The Official UK Chart Show
- Slips
- Community
- Pretty Little Liars

## Presentatori
- Kimberley Walsh